# Zalongo
Zalongo este un oraș în Grecia în prefectura Ioannina.